# アクキン人
アクキン人（アクキンじん、チェチェン語: Ӏовхой,чечен. аренан-аьккхий、ロシア語: Аккинцы）とは、ロシア連邦のダゲスタン共和国に居住するチェチェン人の一派である。

## 概要

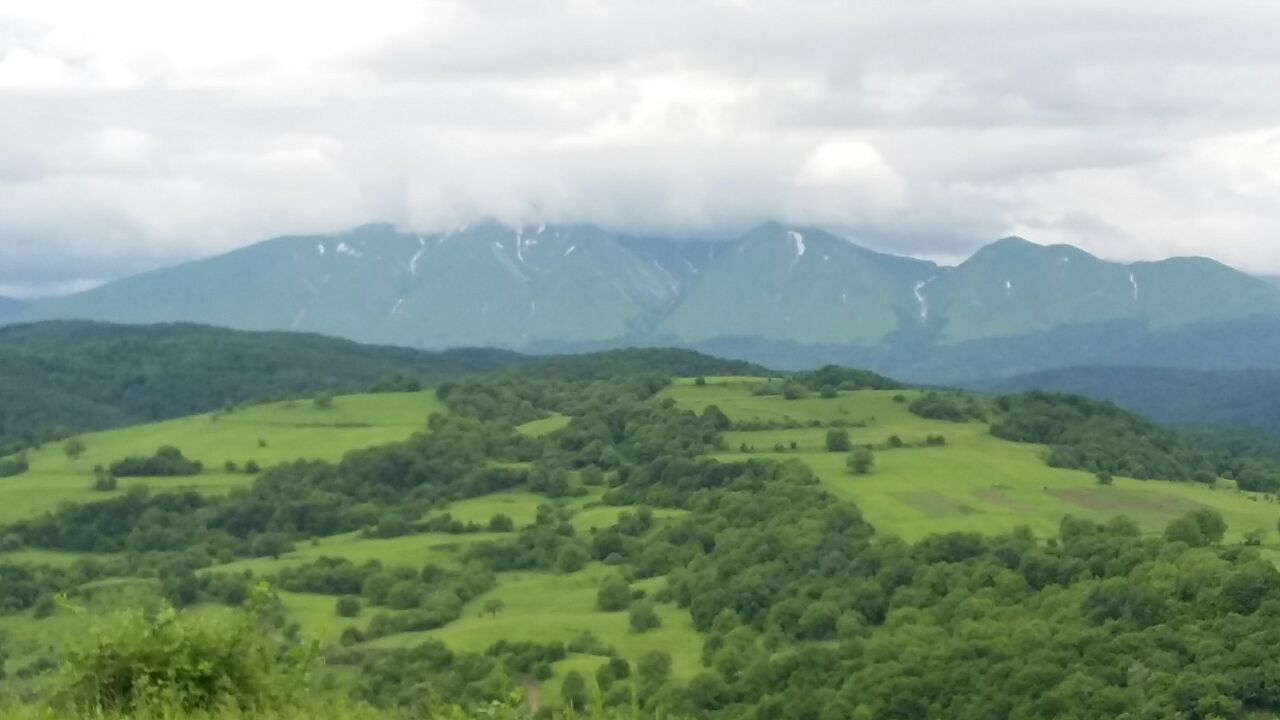
アクキン人の居住地であるAukh（en）

チェチェン人はチェチェン共和国に定住しているが、アクキン人はダゲスタン共和国のスラク川付近に位置するAukh（en）に定住している。16世紀から定住していると言われる。
チェチェン語の方言とされるアクキン語を話す。